# Ilex chuniana
Ilex chuniana är en järneksväxtart som beskrevs av Shiu Ying Hu. Ilex chuniana ingår i släktet järnekar, och familjen järneksväxter. Inga underarter finns listade i Catalogue of Life.